# Schloss Falkenhaube
Das Schloss Falkenhaube ist ein kleines, ehemaliges Jagdschloss zwischen Himmelkron und Bad Berneck im Fichtelgebirge, im Landkreis Bayreuth (Gemarkung Bad Berneck im Fichtelgebirge).

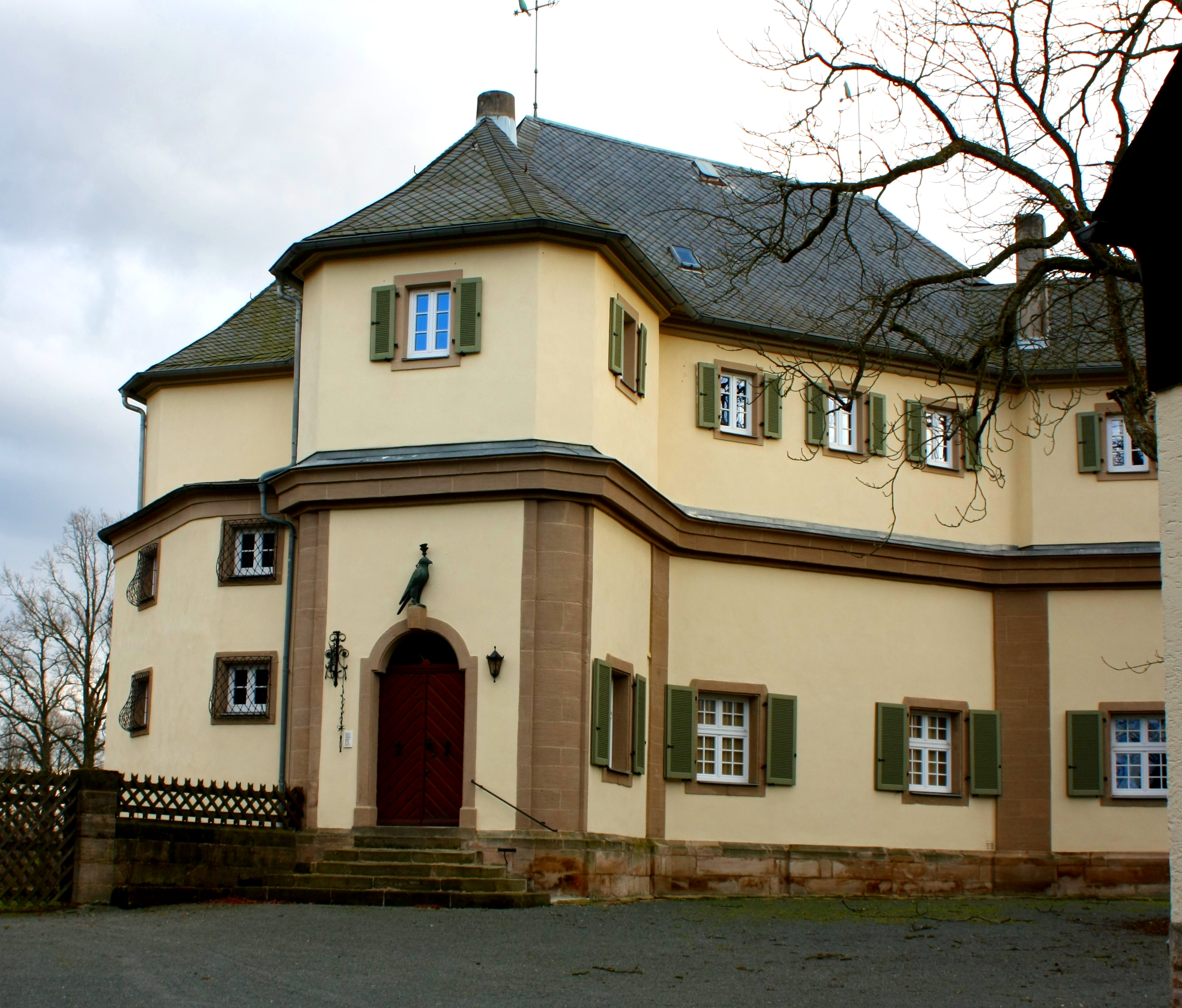
Schloss Falkenhaube

## Geschichte
Das Schloss wurde während der Herrschaft des Markgrafen Georg Wilhelm von Brandenburg-Bayreuth zwischen 1719 und 1722 errichtet und diente der sogenannten Reiherbeize mittels Jagdvögeln. Das Schloss war nie für längere Aufenthalte vorgesehen und deshalb relativ einfach gebaut. Das Gebäude hat eine chinoise Form und entfernte Ähnlichkeit mit einer Falkenhaube. 1744 verkaufte der Markgraf das Schloss an die Freiherren von Waldenfels. Über die weitere Geschichte des Gebäudes ist ansonsten wenig bekannt. Es wurde wohl später zu gastronomischen Zwecken genutzt.